# Alan Rabinowitz
Alan Robert Rabinowitz (Brooklyn, Nova Iorque 31 de dezembro de 1953 - Manhattan, 5 de agosto de 2018) foi um zoólogo americano, conservacionista, biólogo de campo e CEO da Panthera, uma organização sem fins lucrativos que visa proteger as 37 espécies de felídeos do mundo. Chamado de "Indiana Jones" da proteção à vida selvagem pela revista Time, Rabinowitz tem estudado a onça-pintada, o leopardo-das-neves, leopardos asiáticos, o tigre, o rinoceronte-de-sumatra, ursos, guaxinins.